# リグニンペルオキシダーゼ
リグニンペルオキシダーゼ（lignin peroxidase）は、次の化学反応を触媒する酸化還元酵素である。
1,2-ビス(3,4-ジメトキシフェニル)プロパン-1,3-ジオール + H2O2 {\displaystyle \rightleftharpoons } 3,4-ジメトキシベンズアルデヒド + 1-(3,4-ジメトキシフェニル)エタン-1,2-ジオール + H2O
反応式の通り、この酵素の基質は1,2-ビス(3,4-ジメトキシフェニル)プロパン-1,3-ジオールとH2O2、生成物は3,4-ジメトキシベンズアルデヒドと1-(3,4-ジメトキシフェニル)エタン-1,2-ジオールとH2Oである。補因子としてヘムを用いる。
組織名は1,2-bis(3,4-dimethoxyphenyl)propane-1,3-diol:hydrogen-peroxide oxidoreductaseで、別名にdiarylpropane oxygenase、ligninase I、diarylpropane peroxidase、LiP、diarylpropane:oxygen,hydrogen-peroxide oxidoreductase (C-C-bond-cleaving)がある。